# Vaudebarrier
Vaudebarrier é uma comuna francesa na região administrativa de Borgonha-Franco-Condado, no departamento Saône-et-Loire. Estende-se por uma área de 8,07 km². Em 2010 a comuna tinha 248 habitantes (densidade: 30,7 hab./km²).